# 鵰戰士

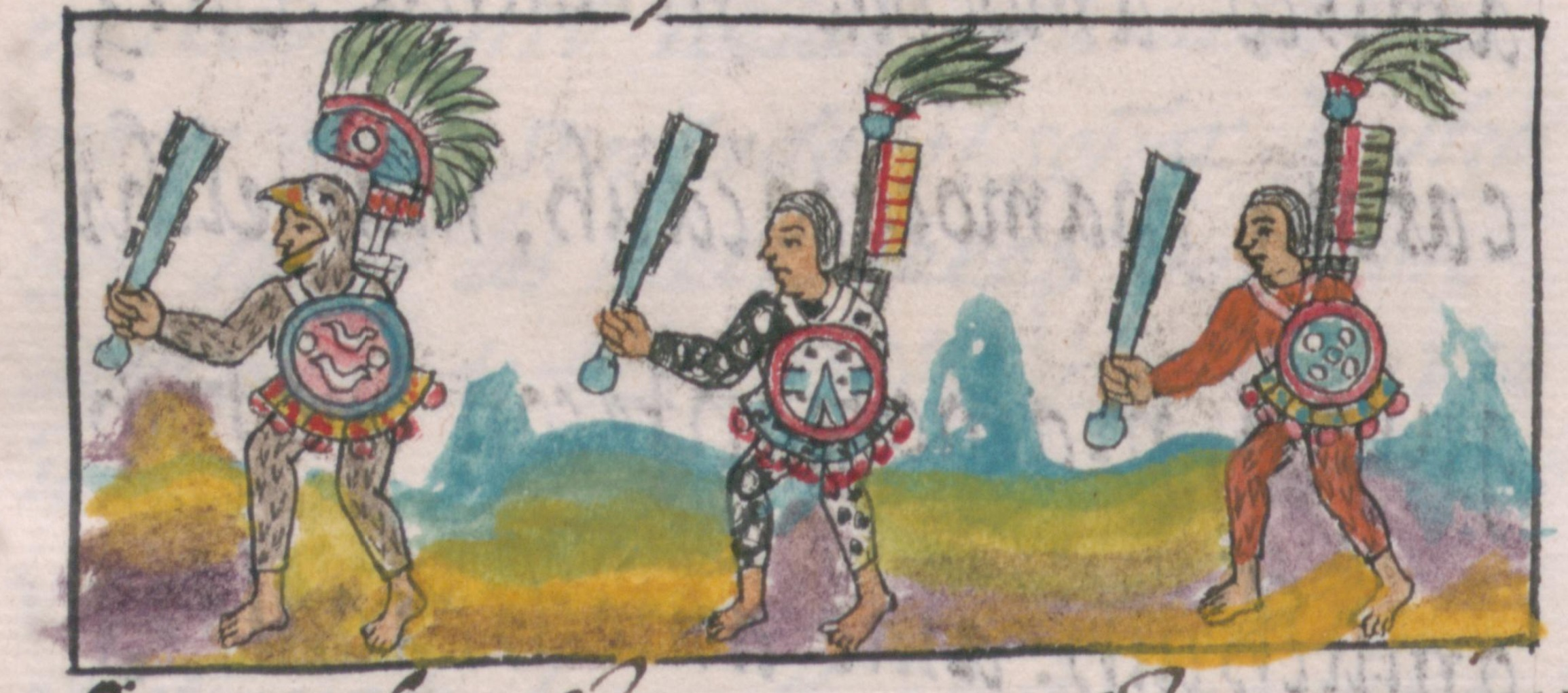
佛羅倫丁手抄本（Florentine Codex）中手持石刃木棒的鵰戰士（左）。

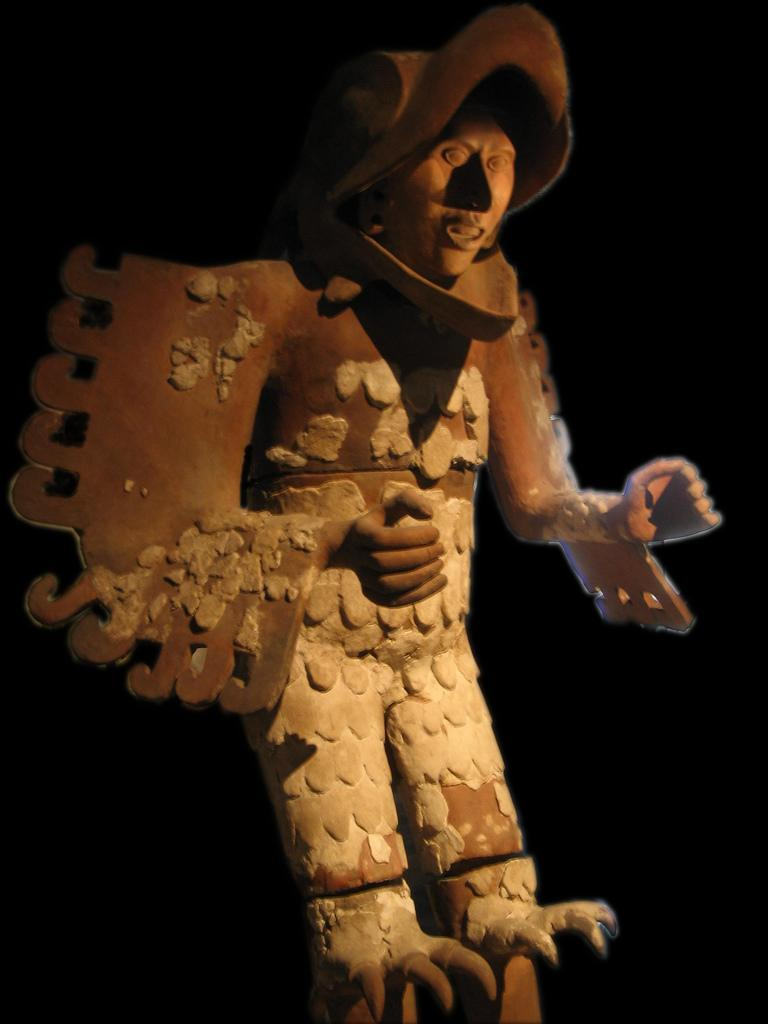
鵰戰士的陶像。

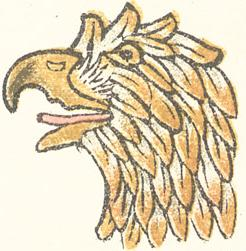
鵰戰士圖騰畫。

鵰戰士（[ˈkʷaːwtɬi]；复数为，[ˈkʷaːwmeʔ]），或稱作鵰武士，是阿茲特克軍隊的一種特殊步兵階級，也是阿茲特克社會的兩種軍事領導階層其中之一，這些軍事領導階層皆為出身高貴且在戰場上捉住最多俘虜的最勇敢戰士來組成，在所有的阿茲特克戰士中他們是最可怕的，鵰戰士被認為是太陽的戰士，而鵰是太陽的符號。
阿茲特克的教育的一部分便是武器與戰事的教導。

## 資格
只有最優秀的學生才能成為鵰戰士。與美洲豹戰士一樣，要得到鵰戰士的頭銜，必須在戰爭中俘虜四、五人。

## 武器與戰服
鵰戰士的制服象徵在戰場上的勇氣與強健的體魄。他們的盾牌主要是亮色系的，並覆以羽毛。腿上綁有細皮革製的護腿。阿茲特克人穿著適合中美洲氣候的貼身的護胸甲。武器主要有弓、矛、匕首、以及投槍器。阿茲特克的銳器都是用黑曜岩製成的。黑曜岩雖比鋼鐵堅硬，卻更容易磨損，必須經常維修。

## 流行文化
鵰戰士在世紀帝國II、世紀帝國III、與全面破敵II中都有出現。
在世紀帝國II中，雕戰士是阿茲提克人、印加人、馬雅人都有的單位，但實際上雕戰士只是阿茲提克人專有的高階戰士，印加人與馬雅人並無雕戰士這種階級與裝扮。